# Verspanen

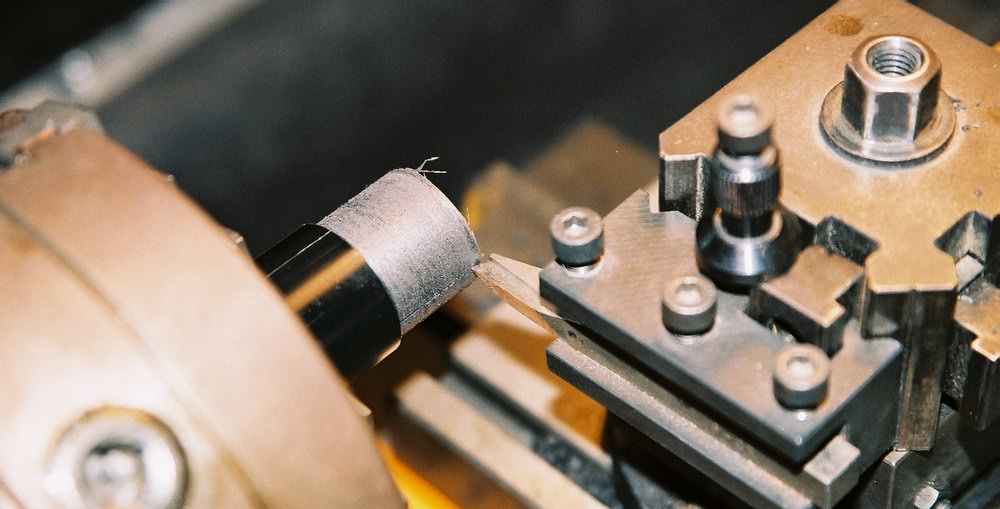
Draaien

Verspanen is de term voor alle vormen van materiaalbewerking, maar met name van metaal, waarbij door middel van bepaald hand- of machinegereedschap materiaaldelen worden weggenomen en er bijgevolg spanen (restafval) ontstaan. De massa  van het bewerkte materiaal neemt als gevolg van dit bewerkingsproces af en de oorspronkelijke vorm van het materiaal verandert permanent in de richting van de gewenste vorm.
Tijdens de bewerking wordt het materiaal verwijderd door afschuiving, waardoor spanen of krullen ontstaan. Tegenover de verspanende bewerking staat de niet-verspanende bewerking, waarbij geen spanen ontstaan.
Ter illustratie van het begrip verspanen kan men denken aan de krulvormige spaan, die men ziet ontstaan, indien men met een mes over niet te zachte boter schraapt, waarbij het mes dwars op de bewegingsrichting wordt gehouden.
Verspanen wordt vaak uitgevoerd met behulp van computergestuurde machines, zoals CNC-draai- en freesmachines, voor hoge nauwkeurigheid en productiesnelheid.

## Voorbeelden
Veelvoorkomende verspanende bewerkingen zijn: frezen, tappen, draaien, vijlen, boren, zagen, kotteren, brootsen (of trekfrezen), slijpen, honen, leppen, schaven en steken. Niet-verspanende bewerkingen zijn bijvoorbeeld walsen, dieptrekken, persen, ponsen, laserbewerkingen, solderen, vonk-eroderen, snijden, lassen, smeden, gieten, vloeiboren en buigen.

## Basisvorm van de beitel
De vorm van een beitel, boor, tap of frees is cruciaal. Zo zijn er verschillende hoeken met elk een eigen functie: α-hoek (vrijloophoek), β-hoek (wighoek) en γ-hoek (spaanhoek).
en de X-hoek (rudehoek).

## Materialen
Alhoewel vooral in de metaalbewerking het begrip verspanende bewerking wordt gehanteerd, kan het verspanen op diverse materialen plaatsvinden: metaal, hout en kunststof.
boren · doorslijpen · draaien · frezen · honen · kotteren · leppen · schaven · schuurbandslijpen · slijpen · superfijnen · trekfrezen · zagen
Gereedschappen: boormachine · draaibank · freesmachine · schaaf